# Classica Cracoviensia
Classica Cracoviensia – rocznik ukazujący się od 1995 roku w Krakowie. Wydawcą jest Instytut Filologii Klasycznej Uniwersytetu Jagiellońskiego. Czasopismo poświęcone jest kulturze antycznej, literaturze starożytnej Grecji i Rzymu, językowi greckiemu i łacińskiemu, historii starożytnej. Pismo założył Stanisław Stabryła. Redaktorem naczelnym od 1996 roku jest Jerzy Styka. 